# Lipik (cratera)
Lipik é uma cratera de impacto no quadrângulo de Hellas, em Marte. Ela se localiza a 38.42º latitude sul e 248.3° longitude oeste, esta cratera possui 56 km de diâmetro e recebeu este nome em referência à cidade de Lipik na Croácia.